# Fabro
Fabro – miejscowość i gmina we Włoszech, w regionie Umbria, w prowincji Terni.
Według danych na rok 2004 gminę zamieszkiwało 2696 osób, 79,3 os./km².